# アリゲーター・レコード
アリゲーター・レコード (Alligator Records) は、米国イリノイ州シカゴのインディのブルース・レーベル。1971年創立。現在では、ブルースのレーベルとしては最も息の長い主要なレーベルのひとつである。

## 歴史
1971年、ブルース・イグロアが設立した。当時23歳だった彼はデルマーク・レコードで勤務していた。彼が注目していたアーティスト、ハウンド・ドッグ・テイラーをデルマークからリリースするよう、オーナーのボブ・ケスターに進言したが断られ、ならば自分でとレコード会社を立ち上げたのが始まりである。テイラーは1975年に亡くなるまでに同レーベルから3枚のアルバムをリリース。特にファースト「Hound Dog Taylor & The Houserockers」は名盤と名高い。
アリゲーターは、他にもアルバート・コリンズ、ココ・テイラー、サン・シールズなどと契約し、多くのブルース作品を世に送り出した。

## 主なアーティスト
- アルバート・コリンズ
- クラレンス・"ゲイトマウス"・ブラウン
- ココ・テイラー
- サン・シールズ
- ジョニー・ウィンター
- チャーリー・マッスルホワイト
- ホームス・ブラザーズ
- マーシャ・ボール
- ムタバルーカ
- メイヴィス・ステイプルズ
- リトル・チャーリー&ザ・ナイトキャッツ
- ルーファス・トーマス
- ロニー・ブルックス
- ロング・ジョン・ハンター
- W.C.クラーク